# Боональ-де-Ібор
Боональ-де-Ібор (ісп. Bohonal de Ibor) — муніципалітет в Іспанії, у складі автономної спільноти Естремадура, у провінції Касерес. Населення — 558 осіб (2010).
Муніципалітет розташований на відстані близько 170 км на південний захід від Мадрида, 85 км на північний схід від Касереса.

## Демографія
Динаміка населення (INE ):

## Галерея зображень

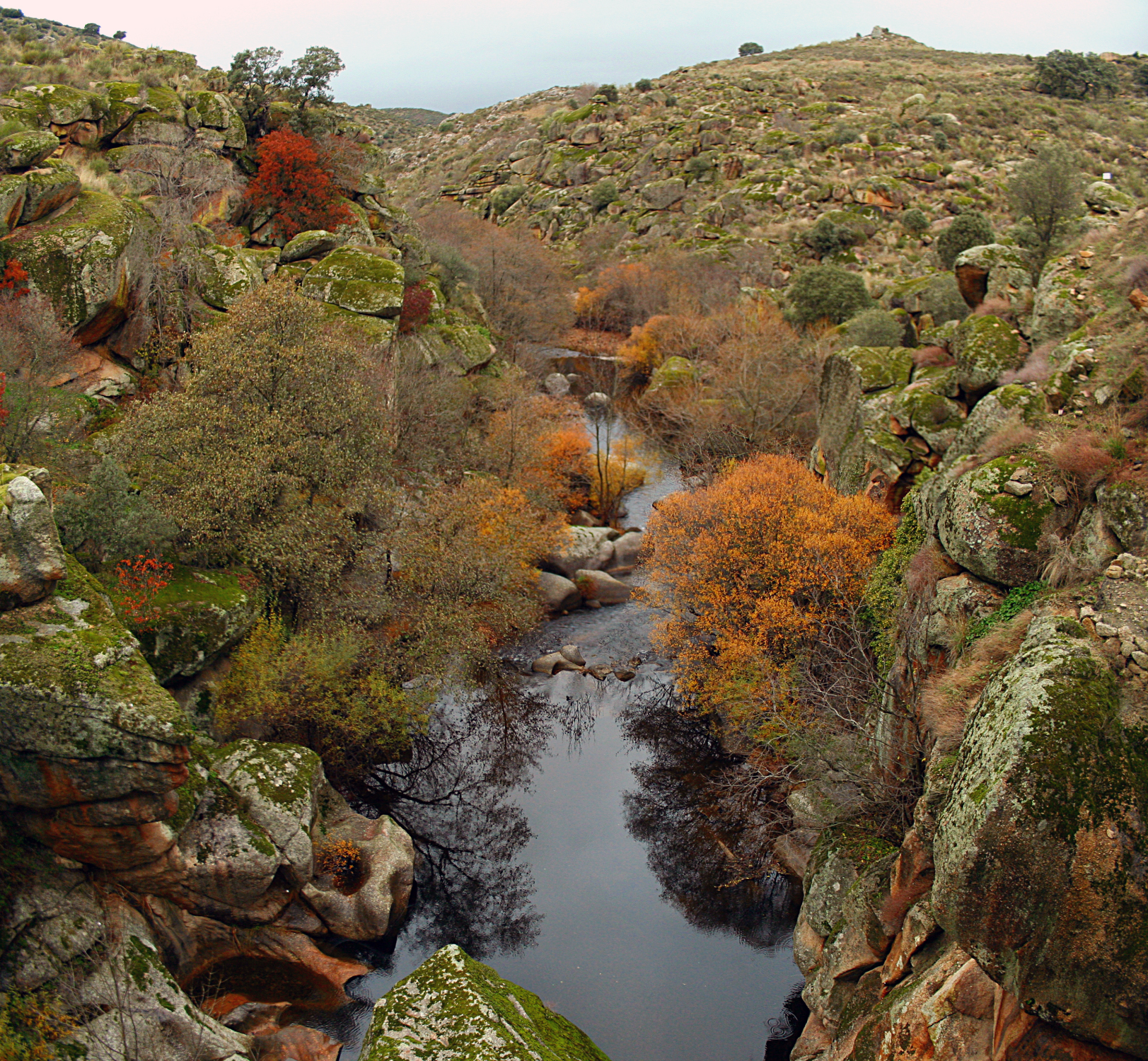
Річка Ібор